# Vasa Čarapić
Vasilije "Vasa" Čarapić (en serbe cyrillique : Васа Чарапић ; né en 1770 à Beli Potok et mort le 29 novembre 1806 à Belgrade), surnommé le Dragon d'Avala (Zmaj od Avale), est un voïvode du Premier soulèvement serbe contre les Ottomans.

## Biographie
Vasa Čarapić est né en 1770 à Beli Potok, au pied du mont Avala. Sa famille, originaire du Monténégro, appartenait au clan de Kuča (en).

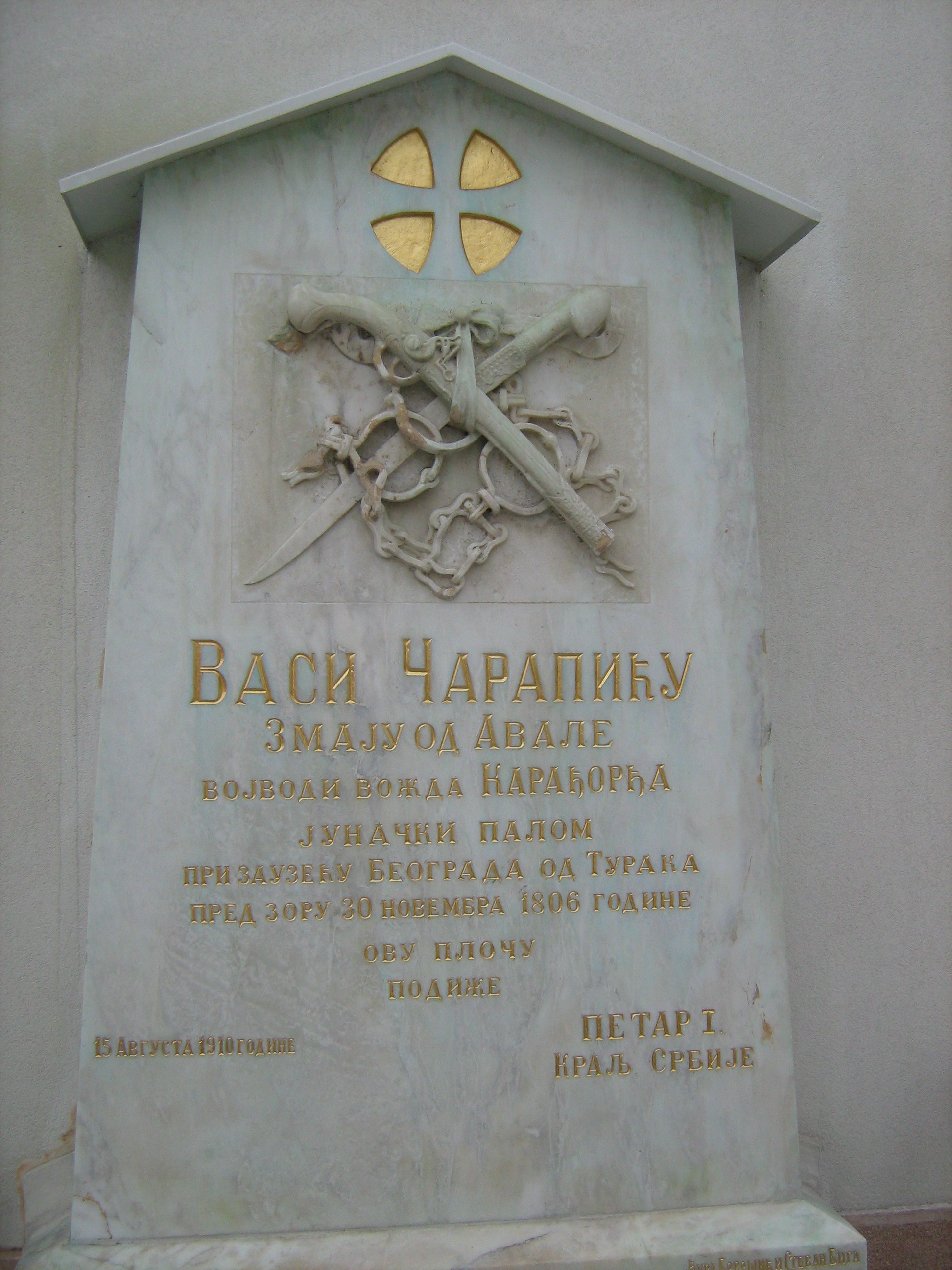
La tombe de Vasa Čarapić au monastère de Rakovica

En tant que membre d'un corps franc, Vasa Čarapić participa à la rébellion de la Krajina de Koča (1788) et, au cours de la guerre entre les Turcs et les Autrichiens, il combattit contre les Ottomans en tant que volontaire et se fit remarquer pour ses actes héroïques. Pour cette raison, il fut élu prince (knez) de la nahija de Grocka. En février 1804, les Janissaires, qui régnaient en maîtres sur la Serbie, y compris contre l'avis du pacha, organisèrent le massacre des Princes (en serbe : seča knezova). Vasa réussit à s'enfuir et se réfugia sur le mont Avala. Les Ottomans partirent à sa recherche et, arrivés à Beli Potok, il tuèrent son frère Marko dans le village de Kaluđerica. Vasa Čarapić devint alors un haïdouk et il rassembla autour de lui des hommes déterminés à se battre contre les Turcs.
Le massacre des princes devait répandre la terreur ; il donna en fait le signal au soulèvement généralisé du peuple et des chefs survivants. Vasa Čarapić se joignit alors au Premier soulèvement serbe dirigé par Karađorđe. Il est mort le 29 novembre 1806, au cours des combats pour la libération de Belgrade.
Sa tombe se trouve dans l'enceinte du monastère de Rakovica, à Belgrade.